# Gomphodontosuchus
Gomphodontosuchus is een geslacht van uitgestorven cynodonten. Het is benoemd om de soort Gomphodontosuchus brasiliensis een plaats te geven.

## Naamgeving
De typesoort Gomphodontosuchus brasiliensis werd in 1928 benoemd door Friedrich von Huene als de eerste cynodont die uit Zuid-Amerika werd beschreven. De geslachtsnaam betekent 'kiestandkrokodil'. Von Huene meende niet dat het om een krokodilachtige ging; hij had een tijd lang de gewoonte het gebruikelijker saurus in dit soort combinaties door suchus te vervangen. De soortaanduiding verwijst naar de herkomst uit Brazilië. 
Het fossiel, een voorste helft van een schedel met een stuk onderkaak, is in 1927 gevonden in de Santa Mariaformatie, de Wald Sanga-vindplaats in het Geopark van Paleorrota, Brazilië. Von Huene vermeldde geen inventarisnummer en zo maakt het nog steeds deel uit van de collectie van de Universiteit van Tübingen. Het betreft wellicht een jong dier. De postcanine tanden zijn slecht bewaard gebleven. In 1955 wees Crompton nog een stuk linkerbovenkaaksbeen toe.

## Beschrijving
Gomphodontosuchus is een vrij kleine soort. De snuit is kort en hoog. Overeenkomstig is het secundaire verhemelte kort en breed en eindigt de achterrand daarvan nog voor de oogkas. Er is een smalle septomaxilla aanwezig. Het jukbeen is dik en springt zijwaarts uit.
Er zijn vier bovenste snijtanden. Bij de bovenste hoektand ligt aan de binnenzijde een fossa paracanina. Het aantal postcanine tanden bedraagt vijf of zes, wat een uitzonderlijk laag aantal is onder de verwanten; dat kan komen doordat het een juveniel is. Von Huene zag de postcaninen nog ouderwets als verdeeld in een premolaar en vijf molaren. Bij de bovenste postcaninen hebben de voorste een driehoekige dwarsdoorsnede en de achterste een vierkante. De voorrand van de postcaninen ligt vrij hoog, wat een relatief diep bekken schept.
De symfyse van de onderkaken vormt vooraan een massieve kin. De voorrand van de processus coronoideus is voorwaarts geplaatst, ter hoogte van de vierde postcanine tand. Er zijn drie onderste snijtanden. De onderste postcaninen hebben een meer ronde dwarsdoorsnede met een ribbelige rand.

## Fylogenie
Gomphodontosuchus is binnen de Traversodontidae in een eigen Gomphodontosuchinae geplaatst. Exaeretodon kan een nauwe verwant zijn.
Von Huene was geen aanhanger van de indertijd zeer omstreden theorie van de continentverschuiving geopperd door Alfred Wegener. Hij begreep echter dat zijn cynodont als bewijs daarvoor zou kunnen worden aangevoerd. Daarom stelde hij dat een landbrug de verklaring zou kunnen zijn dat cynodonten zowel in Zuid-Afrika als Zuid-Amerika aanwezig waren.

## Levenswijze
Von Huene begreep reeds dat de gomfodonte postcaninen, geschikt om op voedsel te kauwen, wezen op een levenswijze als planteneter.